# Iwan Fischerström
Karl Per Iwan Waloddi Fischerström, född 18 november 1906 i Sollefteå, död 31 juli 1994 i Spånga, var en svensk författare och tecknare.
Fischerström studerade boktryckarkonst i Wien och Prag 1927 samt vid Polygraphische Hochschule och Meisterschule für Deutschlands Buchdrucker i München och vid Münchens universitet 1927–1930. Han var under åren 1934–1939 lärare vid olika yrkesskolor för bokhantverk i Stockholm. Han medverkade i fackpressen och dagspressen under signaturen Waloddi. Fischerström gjorde sig känd som en av Sveriges ledande experter på grafisk konst och bokutsmyckning. Han var anställd som konstnärlig produktionschef vid Albert Bonniers förlag. Fischerström är representerad vid bland annat Nationalmuseum i Stockholm.
Han var son till ryttmästaren Carl Ludwig Iwan Philip Fischerström och Edit Maria Olsson och gift första gången 1932 med Ingrid Hanna Hammarström och andra gången med Mildrid Maria Almqvist. Iwan Fischerström är begravd på Norra begravningsplatsen utanför Stockholm.